# 多林特酒店大厦
多林特酒店大厦（Dorint Hotel Tower）是德国城市奥格斯堡的一座著名的高层建筑，在整个城市都可见到。它高115米（天线高167米），是奥格斯堡地区最高的建筑，在巴伐利亚州十大最高建筑之列。它位于哥金根区（Göggingen），哥金格街（Gögginger Straße）与伊姆霍夫街（Imhofstraße）的交汇处。其附近是会议厅和维特尔斯巴赫公园。
这座建筑在建筑上与芝加哥的馬里納城大厦相似。因为这座塔是圆柱形，又有无数的凸起，被当地人戏称为玉米大厦（Maiskolben）。
奥格斯堡原农业机械经销商奥托·施尼曾鲍默在慕尼黑1972年夏季奥运会之际，建造了这座大厦，耗资5000万德国马克，从而实现了他的愿望，建立一个“现代奥格斯堡的标志”。然而，该项目的规划很快遭到了居民的抵制，导致"拯救维特尔斯巴赫公园"运动的成立。工程于1971年4月开始。经过14个月的建设，1972年7月2日，这家拥有400张床位的假日酒店迎来了第一批客人，279个房间可供入住，35楼的餐厅和34楼的观景台也广受欢迎。